# N16 (Burkina Faso)
Die N16 ist eine Fernstraße in Burkina Faso, die Koupéla mit der Grenze zu Togo verbindet.
Die Fernstraße zweigt in Koupéla von der N4 ab und verläuft südlich Richtung Tenkodogo und dann weiter in Richtung Osten, wo sie dann an der Grenze zu Togo endet. In Togo verläuft die Anschlussstrecke bis nach Lomé. Die N16 hat einen großen Grenzübergang, weil sie eine der wichtigen Exportrouten für Burkina Faso ist. Aus diesem Grund ist sie auch asphaltiert.